# Мазилу, Думитру
Думитру Мазилу (рум. Dumitru Mazilu; 24 июня 1934, Бакэу) — румынский политический деятель, юрист и дипломат. При режиме Чаушеску — преподаватель права в системе партийной учёбы и госбезопасности, затем функционер МИД, представитель СРР в учреждениях ООН. В последние годы диктатуры — диссидент-правозащитник. Один из лидеров Румынской революции 1989 года.

## Юрист госбезопасности
Окончил сельскохозяйственный техникум. Несколько месяцев обучался в училище «Секуритате», получил звание старшего лейтенанта госбезопасности. В 1959 году окончил юридический факультет Бухарестского университета. Защитил докторскую диссертацию в университете Клуж-Напоки. Преподавал право в партийной Академии политических и социальных наук и международное право училище госбезопасности. Получил звание полковника. В 1965—1966 — директор училища «Секуритате» в Банеасе.
В первые годы правления Николае Чаушеску — 1965—1968 — Думитру Мазилу был председателем комиссии по расследованию злоупотреблений, совершённых при Георге Георгиу-Деже (румынский аналог десталинизации). В 1970—1974 — научный руководитель бухарестского Института политических наук. С 1974 — профессор американских университетов — Колумбийского, Гарвардского, Беркли.

## Дипломат-диссидент
В 1975—1986 — юридический советник МИД СРР. Думитру Мазилу представлял режим Чаушеску в международных организациях, в учреждениях ООН, на международных форумах. В частности, он активно участвовал в конференциях по морскому праву и в комиссии ООН по недопущению дискриминации и защите меньшинств. Мазилу был специальным докладчиком ООН по правам человека проблемам молодёжи.
В 1986 году Думитру Мазилу написал критический доклад о положении с правами человека в Румынии. Результатом стал запрет на выезд за пределы СРР. В 1986—1989 находился под домашним арестом. В мае 1987 правительство Румынии направило в ООН письмо с ложной информацией о сердечной болезни Мазилу.
Сам Думитру Мазилу написал генеральному секретарю ООН Хавьеру Пересу де Куэльяру письмо, в котором изложил реальную ситуацию. Он сумел тайно переправить свой доклад в ООН. Положение в СРР характеризовалась как «голод, холод и страх».
В августе 1989 беспокойство за судьбу Думитру Мазилу выразила влиятельная парижская Le Monde. В сентябре того же года британские, американские, голландские и канадские дипломаты в Бухаресте попытались посетить Мазилу, но не были допущены госбезопасностью. Ситуация вокруг румынского дипломата получила широкий резонанс на Западе, запрос поступил в Международный суд ООН. Был издан призыв к румынским властям освободить Мазилу.

## Революционный лидер

### Речь 22 декабря
21 декабря 1989 года в Бухаресте вспыхнуло восстание против режима Чаушеску. Ночью Думитру Мазилу нарушил режим домашнего ареста и вместе с женой и сыном вышел на улицы. Он был сразу задержан и доставлен в тюрьму (есть информация о том, что при задержании Мазилу оказал физическое сопротивление). Но уже 22 декабря 1989 режим пал и Мазилу был освобождён.
В тот же день Думитру Мазилу прорвался в здание телецентра, контролируемое восставшими, и выступил перед народом с захватывающей речью. Именно Мазилу первым объявил об антикоммунистическом (а не только «античаушистском») характере Румынской революции. Он же предложил впредь называть СРР — Румынией и поднять национальный флаг без коммунистического герба. Речь Мазилу закончилась словами Așa să ne ajute Dumnezeu! («Да поможет нам Бог!») — не допускавшимися в Румынии публично на протяжении 45 лет.
Своей речью Думитру Мазилу обрёл огромную популярность в стране. Его выступление 22 декабря сравнивалось с декларациями Французской и Американской революций XVIII века.

### Программа революции
Мазилу разработал революционную программу, включавшую следующие основные тезисы:
- демократический плюрализм, отказ от партократического принципа «руководящей роли»
- скорейшее проведение свободных выборов
- ограничение сроков пребывания на государственных должностях
- устранение административно-бюрократического контроля над экономикой, развитие предпринимательства
- передача земли в частную собственность крестьянам
- отказ от идеологических догматов в культуре и образовании
- свобода информации, демонополизация СМИ
- гарантии прав национальных меньшинств
- переориентация внешней торговли на обеспечение нужд населения
- жёсткий контроль над распоряжением природными ресурсами
- внешняя политика мира и добрососедства

Программа Думитру Мазилу носила общедемократический характер, рассчитанный на общественный консенсус. Некоторые её элементы — права национальных меньшинств, новые принципы внешнеэкономических связей, мирная внешняя политика — отражали румынскую специфику 1980-х (режим Чаушеску притеснял венгерское население, проводил политику массированного экспорта при ограничении массового потребления, конфликтовал с ВНР).
Автором программных текстов, с которыми выступал Ион Илиеску, воспринимавшийся в качестве главного революционного лидера, в основном являлся Думитру Мазилу. 26 декабря 1989 года Мазилу вошёл в руководящий Совет Фронта национального спасения.
В качестве лидеров революции обществом воспринимались Ион Илиеску, Думитру Мазилу, Петре Роман, Николае Милитару, Силвиу Брукан, Серджиу Николаеску. Все они в разное время принадлежали к политической (Илиеску, Мазилу, Брукан), военной (Милитару), научно-технической (Роман), гуманитарно-творческой (Николаеску) элите СРР.

## Столкновение с Илиеску

### Январский шанс Мазилу
12 января 1990 года было объявлено днём национального траура по героям революции. Траурные мероприятия в Бухаресте переросли в массовое выступление против нового правительства Илиеску. Руководство ФНС обвинялось в «неокоммунизме». Лидерам ФНС, начиная с Илиеску, предъявлялось членство в РКП (причём не в рядовом качестве) и служба режиму Чаушеску.
Десятки тысяч человек требовали запрета РКП и смертной казни её руководителей. Возникла реальная угроза повторного кровопролития. Думитру Мазилу вновь проявил политическую хватку и ораторское дарование. Взобравшись на танк, он провозгласил: «Долой коммунизм! Смерть за смерть!» Тем самым он окончательно превратился в самого популярного политика Румынии и взял ситуацию под контроль. Немедленно был издан указ о запрете РКП.

### Контрход Илиеску
В первый послереволюционный месяц Думитру Мазилу являлся единственным серьёзным конкурентом Иона Илиеску в борьбе за высшую власть в стране. 12 января на волне популярности он имел шанс опрокинуть Илиеску и занять его место.
Однако Илиеску организовал массированную кампанию «чёрного пиара». Серия публикаций в популярной газете România Libera (в то время издававшейся более чем миллионным тиражом) вскрыла двусмысленные моменты политической биографии Мазилу. Акцент делался на его преподавательскую службу в «Секуритате» и сравнительно мягкое обращение с ним в период опалы. Двухнедельное информационное давление возымело действие — Мазилу оказался дискредитирован. 26 января 1990 года он вышел из Совета ФНС, обвинив Илиеску в использовании сталинистско-коммунистических методов. Исход противоборства между Мазилу и Илиеску привёл к оценке Мазилу как «главного неудачника революции».
В начале 1991 года Думитру Мазилу издал книгу Revoluția furată. Memoriu pentru țara mea — Украденная революция. На память для моей страны. Он обвинил Иона Илиеску в присвоении плодов революции для установления режима личной власти. Мазилу обличал политику Илиеску на международных конференциях.

## Революционная память
В 1990 году Думитру Мазилу был избран президентом Румынского института прав человека. В 1993—1997 занимал ряд дипломатических постов — был послом на Филиппинах, представителем Румынии в ОБСЕ, вице-председателем комиссии ООН по мирному использованию космического пространства, по промышленному развитию, по международной торговле, возглавлял рабочую группу МАГАТЭ. В 2003 году выдвигался на Нобелевскую премию мира.
Думитру Мазилу — член Международной дипломатической академии, профессор нескольких университетов Бухареста (в том числе Полицейской академии) и Морского университета Констанцы. Имеет ряд румынских и иностранных почётных наград и премий. Автор многочисленных сочинений по дипломатии, международному праву, гуманитарной проблематике.
В декабре 2004 года — 15-летие революции — произошло символическое примирение Думитру Мазилу с Ионом Илиеску. Думитру Мазилу был введён в состав руководства Института румынской революции декабря 1989. Это учреждение занимается изучением и исследованием румынского революционного процесса.
В ноябре 2013 года Думитру Мазилу был опрошен в Генеральной прокуратуре в порядке дополнительного расследования событий 1989 года. «Мы надеемся узнать правду», — прокомментировал он.